# Szargatszkojei járás

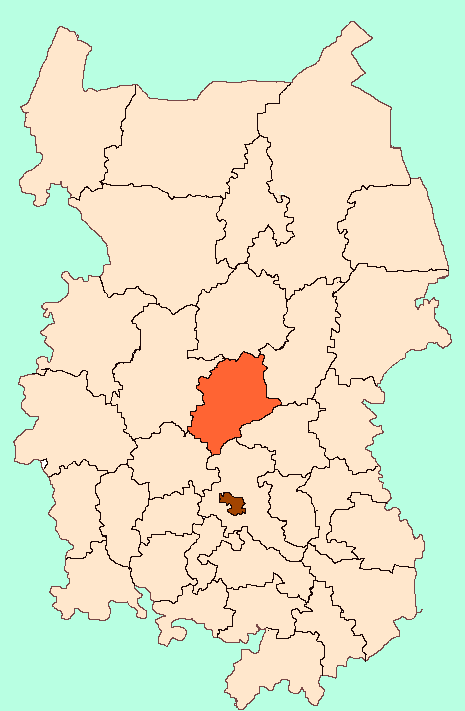
A Szargatszkojei járás az Omszki területen

A Szargatszkojei járás (oroszul Саргатский район) Oroszország egyik járása az Omszki területen. Székhelye Szargatszkoje.

## Népesség
- 1989-ben 23 923 lakosa volt.
- 2002-ben 22 320 lakosa volt.
- 2010-ben 20 320 lakosa volt, melynek 88,7%-a orosz, 3,8%-a német, 1,7%-a kazah, 1,5%-a ukrán, 1,1%-a tatár.